# Quadrienal de Praga
A Quadrienal de Praga (PQ) é o maior evento dedicado à arte da cenografia no mundo, realizado a cada quatro anos na cidade de Praga desde 1967. Consta de uma mostra competitiva e de diversos eventos paralelos, incluindo instalações, palestras, debates, oficinas e apresentações. Criada inicialmente com o nome de “Exposição Internacional de Cenografia e Arquitetura Teatral”, adotou mais tarde a denominação “Espaço e Design Cênico”.

## Histórico
A ideia da Quadrienal surgiu após o sucesso da exposição montada por František Tröster na Bienal de Artes de São Paulo, em 1959. A mostra da evolução da cenografia na então Tchecoslováquia no período de 1914 a 1959 recebeu a medalha de ouro da Bienal. A delegação tcheca voltou a ser bem recebida nas três edições seguintes, levando à iniciativa
de um evento fixo para estimular e divulgar o trabalho de artistas ligados ao teatro contemporâneo, como arquitetos, cenógrafos, figurinistas, iluminadores, sonoplastas, designers e artistas visuais.
Ao longo das décadas, a Quadrienal recebeu obras de artistas como Salvador Dali, Josef Svoboda, Oscar Niemeyer, Tadeusz Kantor, Guy-Claude François, Ming Cho Lee e Ralph Koltai. Também foi palco de intervenções de grandes nomes do teatro contemporâneo, entre eles Robert Wilson, Heiner Goebbels, Anna Viebrock, Julia Taymor, Renzo Piano, Jaume Plensa e a companhia La Fura dels Baus.

## Prêmios
O prêmio mais importante da Quadrienal é a Triga de Ouro, oferecida à melhor exposição, escolhida por um júri internacional. Também são dadas medalhas de ouro para:
- Melhor design de palco
- Melhor figurino
- Melhor realização de uma produção
- Melhor trabalho de arquitetura de teatro
- Melhor utilização de tecnologia teatral
- Melhor exposição de estudantes
- Talento promissor (categoria estudantes)
- Melhor conceito de curadoria

### Vencedores da Triga de Ouro
- 1967  França
- 1971  Alemanha Oriental
- 1975  União Soviética
- 1979  Reino Unido
- 1983  Alemanha Oriental
- 1987  Estados Unidos
- 1991  Reino Unido
- 1995  Brasil
- 1999  Chéquia
- 2003  Reino Unido
- 2007  Rússia
- 2011  Brasil

## PQ 2011
A 12ª Quadrienal de Praga foi realizada entre os dias 16 e 26 de junho de 2011. Realizada com apoio da Unesco, recebeu exposições de 62 países. Entre os artistas participantes estiveram Ruhr Triennale, SITI Theater Company, João Brites e Yukio Horio.
A delegação brasileira recebeu a Triga de Ouro com a exposição Território Cenográfico Brasileiro, que reuniu projetos cenográficos de diferentes produções artísticas apresentadas no Brasil nos anos anteriores.